# Дюрас (замок, Франция)
Замок Дюрас (фр. Château de Duras) — средневековый замок в Новой Аквитании, в коммуне Дюрас (департамент Ло и Гаронна, Франция). Замок включён в перечень исторических памятников Франции в 1970 году; находится в собственности коммуны. 

## История

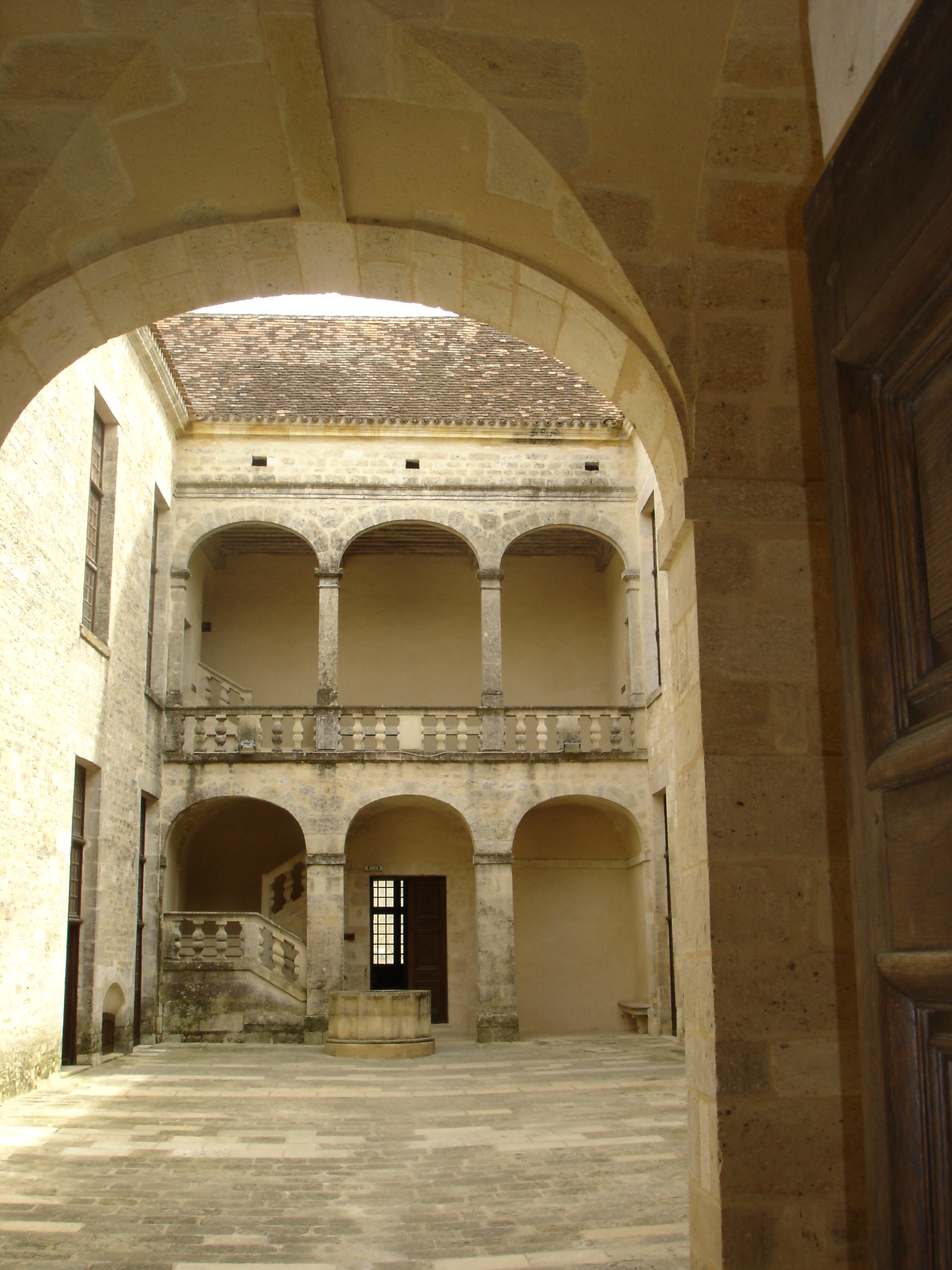
Внутренний двор замка

Первый замок был построен в 1137 году на скалистом отроге Гийомом Аманье, виконтом Безома, Беножа и Габардана. В начале XIV века имение наследует Гайар де Гот. Будучи братом папы Климента V, он пользуется своим положением, чтобы превратить свой замок в неприступную крепость, имеющую явное архитектурное сходство с другими «климентовскими шато» в Гаскони.
В 1325 году замок, вероятно, стал приданым маркизы де Гот, вышедшей замуж за Арно де Дюрфора. С тех пор и вплоть до 1819 года им владела семья Дюрфор-Дюрас.
Крепость несколько раз осаждалась во время Столетней войны, в частности, согласно «Хроникам» Фруассара — коннетаблем дю Гекленом в 1377 году. Тем не менее, по-видимому, он не подвергся серьёзным разрушениям.
В XVI веке Дюрфоры примкнули к протестантам и в 1562 году замок осаждает Блез де Монлюк. 
В 1651 году замок был расширен и перестроен Ги-Альдонсом де Дюрфором (1630—1702), впоследствии маршалом Франции. Его старший брат, Жак-Анри де Дюрфор (1625—1704), 3-й маркиз Дюрас, в 1689 году был возведён в герцогское достоинство, став 1-м герцогом де Дюрас. В дальнейшем замок продолжает благоустраиваться, превращаясь в загородную виллу, окружённую французскими садами. В начале XVIII века Жан-Батист де Дюрфор, сын 1-го герцога де Дюрас, выстраивает здесь Малый замок. На сохранившихся проектах архитектора Робера де Кота вокруг переднего двора видны оранжерея, часовня и конюшни (последние упоминаются в 1734 году), построенные в 1730-е годы. 
В 1738 году в Большом зале замка во время религиозной церемонии приветствовало 1300 человек. Согласно другим источникам, отделка зала была закончена в 1741 году. Третий герцог, Эммануэль-Фелисите де Дюрфор (1715—1789), похоже, не предпринимал в имении больших работ.
Во времена Французской революции замок был разорён и частично разрушен: все башни, кроме юго-восточной, были повреждены, постройки переднего двора уничтожены, сады — заброшены. В 1883 году наследник Дюрфоров граф Анри де Шателю, предварительно демонтировав парадные камины, продал имение священнику Дюраса, после чего кюре пытался приспособить восточное крыло под церковь. 
Пострадавший от времени, в 1969 году замок был выкуплен жителями города на аукционе и в 1970 году включён в свод исторических памятников Франции, за чем последовали 40 лет реставрации. В 1975 году была восстановлена крыша, в 1980—1990 годах — сводчатые подвалы.

## Архитектура
Однородность архитектуры разного периода в Шато де Дюрас не позволяет точно идентифицировать этапы строительства и переделок. Средневековый замок был существенно перестроен в XVII веке, нетронутыми остались лишь массивные башни. Главный корпус — четырехугольник в плане, фланкированный четырьмя круглыми башнями по углам. На готическом основании, с юга и севера от внутреннего двора, теперь превратившегося в курдонёр, были возведены два жилых крыла, соединённые галереями. Внутренний дворик, на который выходят окна покоев графа и графини, украшен небольшой аркадой в итальянском стиле. Декор замка довольно прост: большие окна украшены бифорием, балконы с балясинами, двери с рустовкой. 
Самое большое из помещений замка — Зал трёх маршалов, предназначенный для официальных мероприятий. В кладке здесь сохранились колонна и начало аркады — следы переделок XVI века. Примечательна также пекарня, вырубленная прямо в скале. 
С южной стороны переднего двора находится Малый замок (фр. Petit Château) 1-й четверти XVIII века. Он опирается на стену куртины и примыкает к угловой башне бывшего внутреннего двора XIV века. По центру расположена симметричная двойная лестница, ведущая на террасу. Западную часть Малого замка занимают жилые покои XVII века, где сохранились богато украшенные камины. Апартаменты соединены с находящимся в башне ораторием, стены которого украшены лепными панелями на религиозные темы.